# Hallov poučak o sparivanju
Hallov poučak o sparivanju, matematički poučak. Nosi ime po matematičkom teoretičaru grupa Philipu Hallu. Glasi:
Imamo
- grupu od n muškaraca i n žena
- unutar koje podstoji podskup od k muškaraca i k žena
- za svaki podskup od k muškaraca postoji barem k žena koje poznaje barem jedan muškaraca iz tog podskupa
- u toj grupi od n muškaraca i n žena
- moguće je napraviti n disjunktnih parova tako da se svaki par sastoji od muškarca i žene koju taj muškarac poznaje